# Acrodicrania fasciata
Acrodicrania fasciata är en tvåvingeart som beskrevs av Frederick Askew Skuse 1888. Acrodicrania fasciata ingår i släktet Acrodicrania och familjen svampmyggor. Inga underarter finns listade i Catalogue of Life.